# Sarcophaga gravelyi
Sarcophaga gravelyi är en tvåvingeart som beskrevs av Senior-white 1924. Sarcophaga gravelyi ingår i släktet Sarcophaga och familjen köttflugor. Inga underarter finns listade i Catalogue of Life.